# デイヴィッド・マッケンドリー・キー (郵政長官)

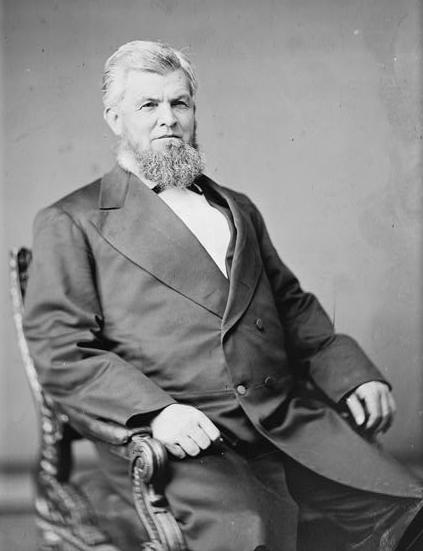
デイヴィッド・マッケンドリー・キー

デイヴィッド・マッケンドリー・キー（David McKendree Key, 1824年1月27日 - 1900年2月3日）は、アメリカ合衆国の政治家。民主党員として1875年から1877年までテネシー州選出連邦上院議員を務め、1877年から1880年までラザフォード・ヘイズ大統領の下で第30代アメリカ合衆国郵政長官を務めた。

## 生い立ちと家族
1824年1月27日、キーはテネシー州グリーン郡において牧師ジョン・ウィリアムズ・キー (John Williams Key, 1798-1854) とマーガレット・アーミテージ (Margaret Armitage, 1804-1862) の息子として誕生した。キーは1826年に家族とともに同州モンロー郡へ移り住み、1850年にハワイシー大学を卒業した。キーは同年に弁護士として認可を受け、法曹界に入った。
1857年、キーはテネシー州ローンにおいて、エリザベス・レノア (Elizabeth Lenoir, 1838-????) と結婚した。2人の間にはエマ (Emma)、アルバート・レノア (Albert Lenoir)、キャサリン (Catherine)、サラ (Sarah)、ジョン (John)、マーガレット (Margaret)、デイヴィッド (David)、エリザベス (Elizabeth) の9人の9人の子供が生まれた。

## 弁護士業
キーはおよそ2年間にわたってマディソンヴィル（Madisonville, Tennessee）で弁護士業を営んだ。キーはその後わずかの期間キングストン (テネシー州)（Kingston, Tennesseeで生活した後、1853年2月にチャタヌーガに定住した。
南北戦争が勃発すると、キーは連合国陸軍のテネシー州第43歩兵連隊に参加した。キーは最終的に中佐まで昇進し、終戦まで貢献した。その後キーは1868年まで弁護士業に専念した。

## 政治生活
キーは1870年のテネシー州憲法制定会議でメンバーとなり、既存の州政府においても効力を有する基礎的な法律文書を作成した。そして1870年8月、キーはチャタヌーガ第3地区の大法官となった。キーは1872年に合衆国下院議員に立候補したが敗北した。1875年、キーは空席となった合衆国上院の議席を充当するため、大法官を辞任した。そしてテネシー州知事ジェイムズ・デイヴィス・ポーターの任命を受けて上院議員に着任した。キーは任期満了後も再選を目指したが、失敗した。1877年、キーはラザフォード・ヘイズ大統領から郵政長官として任命を受けた。キーは1880年まで同職を務めた。

## 晩年
1880年、キーはテネシー州東地区の合衆国地方裁判所裁判官に任命され、1894年まで同職を務めた。そして1900年2月3日、キーはテネシー州チャタヌーガで死去した。キーの遺体はチャタヌーガ市内のフォレストヒルズ墓地に埋葬された。